# شوصن (المقاطرة)

تعديل مصدري - تعديل

شوصن هي إحدى قرى عزلة النجيشة بمديرية المقاطرة التابعة لمحافظة لحج، بلغ تعداد سكانها 1127 نسمة حسب تعداد اليمن لعام 2004.